# Staat Cambodja
De Staat Cambodja (Khmer: រដ្ឋកម្ពុជា) was van 1989 tot 1993 de officiële, maar internationaal niet erkende naam voor Cambodja. De Staat Cambodja kwam voort uit de volksrepubliek Kampuchea, die in 1979 was gesticht nadat het door Pol Pot en zijn Rode Khmer geleide Democratisch Kampuchea was verslagen. Internationaal werd de Volksrepubliek Kampuchea echter door slechts enkele landen, zoals Vietnam en de Sovjet-Unie erkend. Binnen de Verenigde Naties bleef Cambodja (of Kampuchea) vertegenwoordigd door het regime van Democratisch Kampuchea. Om op meer sympathie te rekenen bij de internationale gemeenschap werd de Volksrepubliek Kampuchea in 1989 daarom omgedoopt tot de Staat Cambodja en in 1991 werd de communistische structuur van het land afgeschaft. Op 15 maart 1992 kwam de staat ten einde toen het bestuur van Cambodja overgenomen werd door de VN-overgangsautoriteit in Cambodja, de UNTAC.

## Geschiedenis
Op 29-30 april 1989 hield de Nationale Vergadering van de Volksrepubliek Kampuchea voorgezeten door Hun Sen, een buitengewone bijeenkomst om in eerste instantie enkele grotendeels cosmetische grondwetswijzigingen door te voeren. De naam van de "Volksrepubliek Kampuchea" werd officieel veranderd in Staat van Cambodja (SOC) - een naam die eerder was gebruikt vlak na de staatsgreep van 1970 - waarbij de blauwe kleur van de Cambodjaanse vlag en andere staatssymbolen opnieuw werd geïntroduceerd. Ook het volkslied en de militaire symbolen werden gewijzigd. De KPRAF-strijdkrachten werden omgedoopt tot de Cambodjaanse Volksleger  (CPAF). De doodstraf werd officieel afgeschaft en het boeddhisme, dat in 1979 gedeeltelijk was hersteld door de PRK, werd volledig opnieuw ingevoerd als de nationale religie, waardoor de beperking van de wijding van mannen onder de 50 jaar werd opgeheven en het traditionele boeddhistische gezang werd hervat in de media. Na de volledige normalisatie van het traditionele religieuze leven, werd het boeddhisme in Cambodja enorm populair en beleefde het een wijdverbreide opleving.
Met het oog op de liberalisering van de Cambodjaanse economie werd ook een reeks wetten aangenomen over "persoonlijk eigendom" en "oriëntatie op de vrije markt". In de nieuwe grondwet stond dat Cambodja een neutrale en niet-gebonden staat was. De regeringspartij kondigde ook aan dat er onderhandelingen zouden zijn met de oppositiegroepen, onder andere met leden van de Coalitieregering van Democratisch Kampuchea.
De staat Cambodja beleefde een tijd van dramatische overgangen die het gevolg waren van de ineenstorting van het communisme in de Sovjet-Unie en Oost-Europa. Er was een vermindering van de Sovjethulp aan Vietnam, wat culmineerde in de terugtrekking van de Vietnamese bezettingsmacht. De laatste Vietnamese troepen zouden Cambodja op 26 september 1989 hebben verlaten, maar waarschijnlijk pas in 1990 zijn vertrokken. Veel Vietnamese burgers keerden ook terug naar Vietnam in de maanden die volgden, omdat ze geen vertrouwen hadden in het vermogen van de nieuwe imago van de Volksrepubliek Kampuchea om de situatie te beheersen nadat het Vietnamese leger was vertrokken.

## Overheid
Ondanks de vrij radicale veranderingen die Hun Sen aankondigde, bleef de staat standvastig als het ging om de kwestie van het eenpartijstelsel. De leiderschapsstructuur en de uitvoerende macht bleven hetzelfde als onder de Volksrepubliek, met de partij stevig in handen als de hoogste autoriteit. Dienovereenkomstig kon de Staat Cambodja de monarchale traditie van Cambodja niet herstellen. Hoewel de Staat Cambodja de bekendheid van monarchale symbolen, zoals het grootse paleis in Phnom Penh, opnieuw had gevestigd, was dat voorlopig niet het geval, vooral omdat Norodom Sihanouk zich standvastig had verbonden met de CGDK, de oppositiecoalitie tegen de Volksrepubliek Kampuchea waaronder de Rode Khmer. Halverwege 1991, echter bezwijkend aan een aantal druk zowel binnen als buiten het land, tekende de regering van de staat Cambodja een overeenkomst die prins Norodom Sihanouk erkende als staatshoofd. Eind 1991 bracht Sihanouk een officieel bezoek aan de SOC en zowel Hun Sen als Chea Sim namen een leidende rol in de welkomstceremonie.
Toch verschenen er scheuren in de monolithische structuur die de staat Cambodja probeerde te behouden. Het revolutionaire idealisme werd vervangen door praktisch cynisme, waardoor de corruptie toenam. Cambodjaanse staatsmiddelen werden verkocht zonder de staat ten goede te komen en hooggeplaatste civiele en militaire individuen op belangrijke gezagsposten verrijkten zichzelf door de voordelen die ze konden krijgen te verdelen. Het resultaat van deze morele inzinking was dat studenten in december 1991 in opstand kwamen in de straten van Phnom Penh. De politie opende het vuur en acht mensen stierven in de confrontaties. 
De omstandigheden voor de etnische Chinezen verbeterden na 1989 sterk. De beperkingen die de voormalige PRK eraan oplegde, verdwenen geleidelijk. De staat Cambodja stond toe dat etnische Chinezen hun specifieke religieuze gebruiken in acht namen en Chinese taalscholen werden heropend. In 1991, twee jaar na de oprichting van de SOC, werd het Chinese Nieuwjaar voor het eerst sinds 1975 officieel gevierd in Cambodja. 

## Einde
De vredesonderhandelingen tussen het door Vietnam gesteunde regime in Cambodja en zijn gewapende oppositiegroepen waren na het midden van de jaren tachtig formeel en informeel begonnen. De onderhandelingen waren buitengewoon moeilijk, want de Rode Khmer drong er hardnekkig op aan de administratie van de Staat Cambodja te ontmantelen voordat er een akkoord kon worden bereikt, terwijl de leiding van de Staat Cambodja er een punt van maakte om de Rode Khmer uit te sluiten van elke toekomstige voorlopige regering.  Ten slotte zou het buiten de historische gebeurtenissen, in de vorm van de val van het communisme en de daaropvolgende ineenstorting van de Sovjetsteun voor Vietnam en de Volksrepubliek Kampuchea aan de onderhandelingstafel brengen.
De lukrake inspanningen voor verzoening in Cambodja mondden uit in de overeenkomsten van Parijs in 1991, waarin voor 1993 door de Verenigde Naties gesponsorde vrije en eerlijke verkiezingen gepland waren.  Als gevolg hiervan werd eind februari 1992 de overgangsautoriteit van de Verenigde Naties in Cambodja (UNTAC) opgericht om toezicht te houden op het staakt-het-vuren en de daaropvolgende algemene verkiezingen